# Stilobezzia inkisiensis
Stilobezzia inkisiensis är en tvåvingeart som beskrevs av Clastrier 1986. Stilobezzia inkisiensis ingår i släktet Stilobezzia och familjen svidknott.
Artens utbredningsområde är Kongo. Inga underarter finns listade i Catalogue of Life.